# Тихоцкое
Тихоцкое (укр. Тихоцьке), село, Каменский сельский совет, Изюмский район, Харьковская область. Код КОАТУУ — 6322884007. Население по переписи 2001 года составляет 23 (10/13 м/ж) человека.

## Географическое положение
Село Тихоцкое находится на левом берегу реки Сухая Каменка, недалеко от её истоков, ниже по течению примыкает к селу Сухая Каменка.
На расстоянии в 1,5 км проходит автомобильная дорога E 40 (М-03).

## История
1779 год - дата первого упоминания села.
Названо в честь бывшего владельца села - героя Кавказских войн с Персией и экспедиций по Главному Кавказскому горному хребту в начале XIX века полковника Якова Михайловича Тихоцкого, кавалера ордена Св. Георгия 4-й класса (1824), ордена Св. Анны 2-й степени (1813) и ордена Св. Анны 4-й степени с надписью «За храбрость» (1810).
Раньше село называлось, как Голиковское

## Экономика
- Молочно-товарная ферма (разрушена)[источник не указан 3746 дней].